# Bassenheim

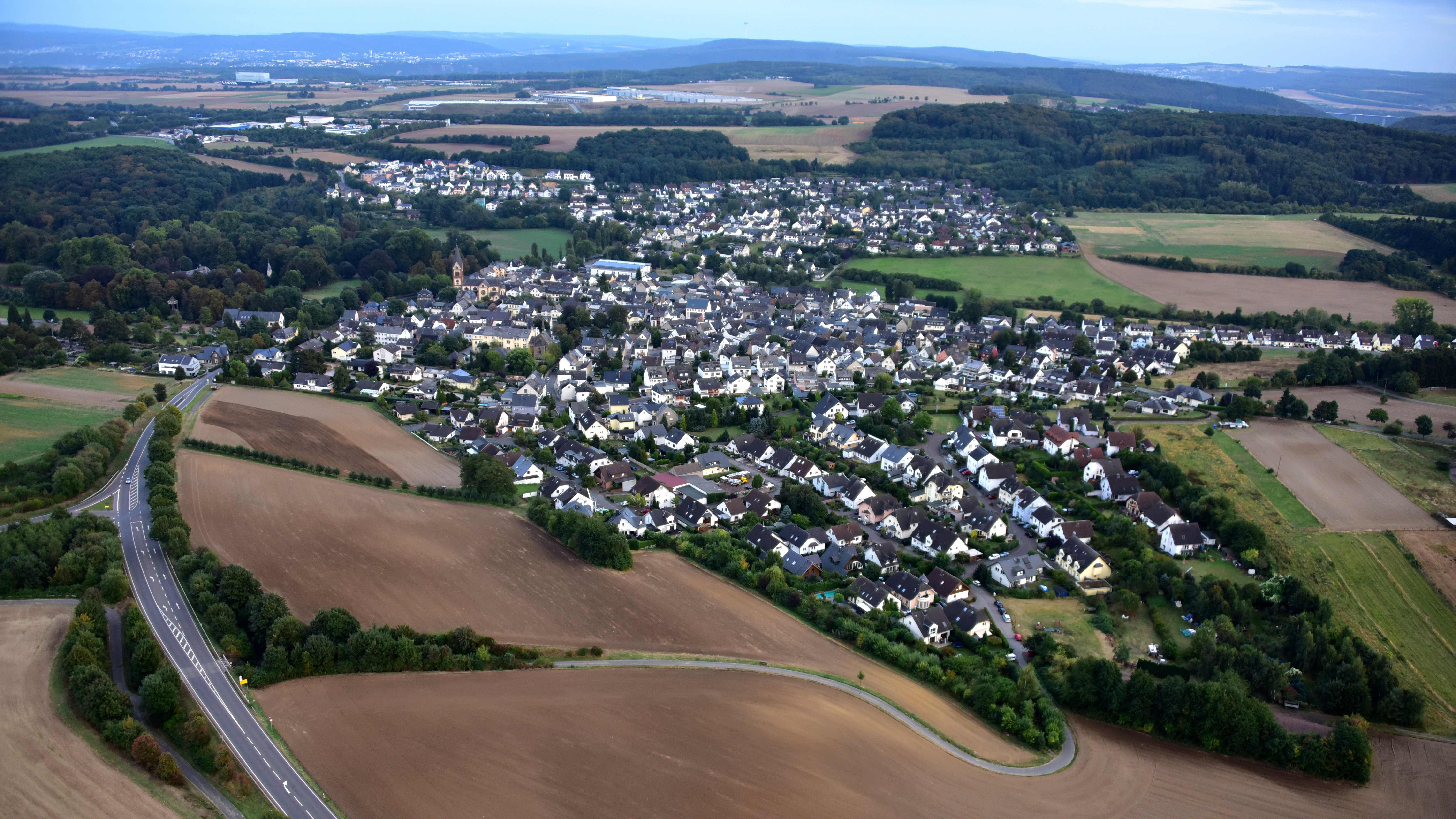
Bassenheim, Luftaufnahme (2016)

Bassenheim ist eine Ortsgemeinde im Landkreis Mayen-Koblenz in Rheinland-Pfalz und liegt etwa 10 km von Koblenz entfernt. Sie gehört der Verbandsgemeinde Weißenthurm an.

## Klima
Der Jahresniederschlag beträgt 646 mm.

## Geschichte
Archäologische Funde wie Tongefäße, Gefäßscherben und ein sogenannter Feuerbock deuten darauf hin, dass es im Bereich des heutigen Bassenheim bereits in keltischer Zeit bzw. um 500 vor Christus eine Ansiedlung gab. Römischen Ursprungs dürften Gebäudereste sein, die 1885 entdeckt wurden.

### 13. bis 19. Jahrhundert
Im Mittelalter war die Herrschaft Bassenheim laut einer Urkunde von 1265 zunächst ein Lehen von Kurköln. Später gelangte sie in den Besitz der Grafen von Wied, die 1373 die Grafen von Isenburg-Braunsberg mit ihr belehnten. Deren Afterlehensträger wiederum war die Adelsfamilie Waldbott von Waldmannshausen, deren Stammburg bei Hadamar lag. Die Familie, die sich später Waldbott von Bassenheim nannte, brachte durch Kauf und Erbschaft nach und nach die gesamte Herrschaft in ihren alleinigen Besitz und erlangte schließlich im Jahr 1729 die Reichsunmittelbarkeit. Im Frieden von Lunéville 1801 verlor sie ihren linksrheinischen Besitz an Frankreich, wurde aber 1803 durch den Reichsdeputationshauptschluss entschädigt. Bis 1815 gehörte Bassenheim zum französischen Département de Rhin-et-Moselle und war Sitz der gleichnamigen Mairie. Diese umfasste das angrenzende kurtrierische Amt Bergpflege und entsprach ungefähr der heutigen Verbandsgemeinde Weißenthurm. Nach dem Ende der Napoleonischen Kriege fiel Bassenheim wie das gesamte Rheinland an Preußen. Als mittlerweile mediatisierte Standesherren erhielt die Grafenfamilie ihren Besitz in Bassenheim zurück.

### Zeit der Familie von Oppenheim
Infolge der Insolvenz des Grafen Hugo Waldbott von Bassenheim wurde ihr örtliches Schloss und das zugehörige Rittergut 1861 zwangsversteigert. Fürst Karl Anton von Hohenzollern kaufte den Besitz für etwa 465.000 Taler und veräußerte ihn 1873 an Abraham Freiherr von Oppenheim (1804–1878) und dessen Frau Charlotte. Unter ihnen begann in Bassenheim eine rege Bautätigkeit. Unter anderem ließen sie das Bassenheimer Schloss erweitern und restaurieren. Architekt war Julius Carl Raschdorff, der zu seiner Zeit als bedeutendster Baumeister in Köln galt. Sieben Jahre nach dem Tod Abraham von Oppenheims stiftete seine Witwe der Gemeinde das Bassenheimer Krankenhaus und stattete es für die Unterhaltung mit 400.000 Mark aus. 1977 wurde das Krankenhaus geschlossen und 1984 nach Umbau und Erweiterung in ein Therapiezentrum für psychosomatisch Kranke umgewandelt. Weitere Gebäude aus der Oppenheim’schen Zeit sind das Rentamt am heutigen Walpotplatz, der Marstall an der Mayener Straße, die „Alte Apotheke“ und das „Haus am See“, in dem ehemals Dampfmaschinen standen, die den Druck für die Wasserversorgung erzeugten. Durch den Verkauf von Bauplätzen an Bassenheimer Bürger entstanden auch viele Privathäuser. Abraham und Charlotte von Oppenheim starben kinderlos. 1910 wurden Burg und Rittergut Bassenheim an Julius von Waldthausen verkauft. Dessen Erben ließen das Schloss 1937 wegen zu hoher Unterhaltungskosten abreißen.

### Treffen von Adenauer und Schuman in Bassenheim
Die Burg Bassenheim, die bis heute existiert, war zur Zeit der französischen Besatzung nach dem Zweiten Weltkrieg Sitz des Gouverneurs der Regierungsbezirke Trier und Koblenz und späteren Landeskommissars von Rheinland-Pfalz, Claude Hettier de Boislambert. Am 8. Oktober 1948 kam es dort zu einem Treffen des französischen Außenministers Robert Schuman mit dem späteren deutschen Bundeskanzler Konrad Adenauer. Das Treffen war geheim und wurde erst bekannt, als Adenauer 1965 seine „Erinnerungen“ veröffentlichte. Die Begegnung gilt als ein Ausgangspunkt der Aussöhnung zwischen Frankreich und Deutschland.

## Politik

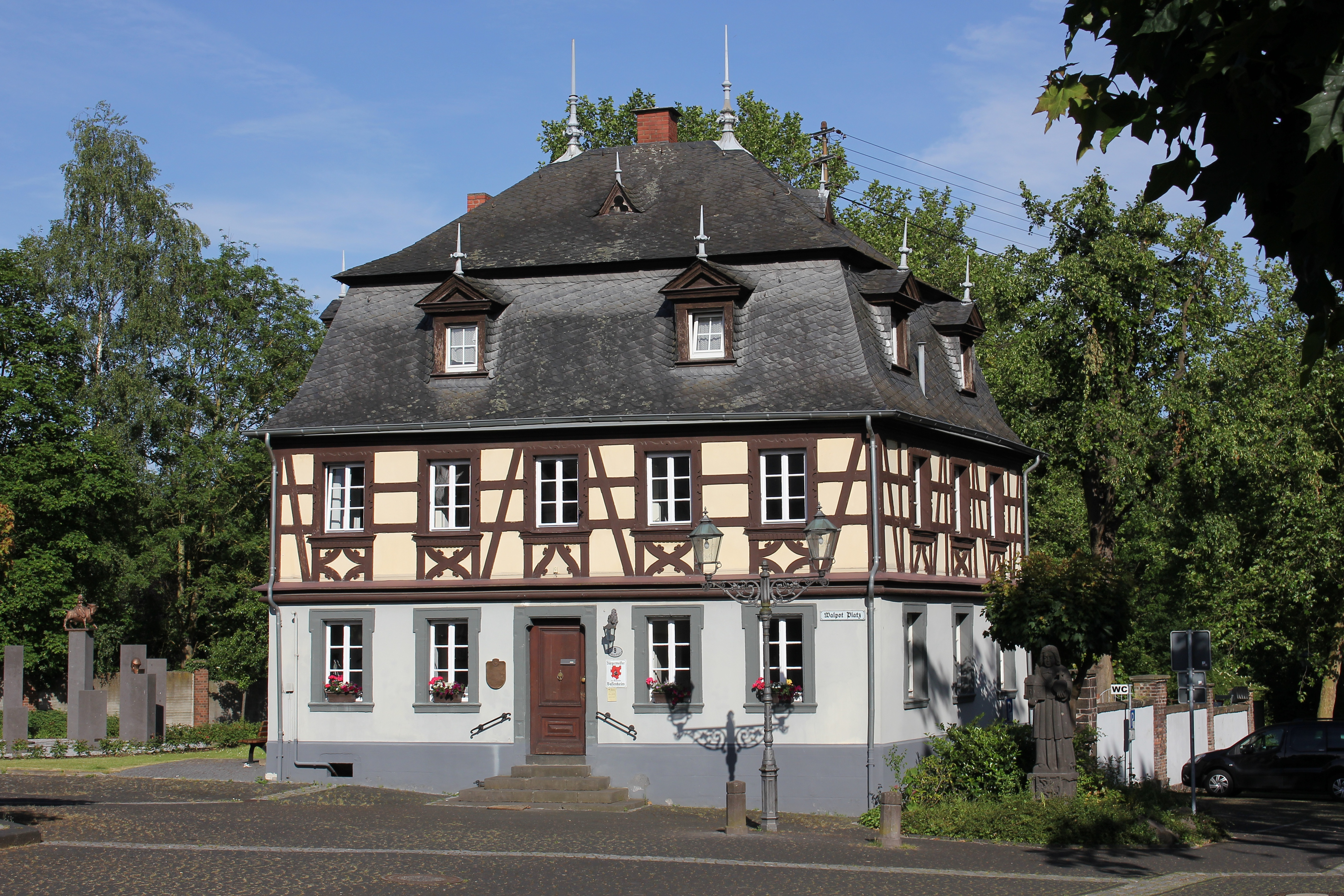
Rathaus (1720)

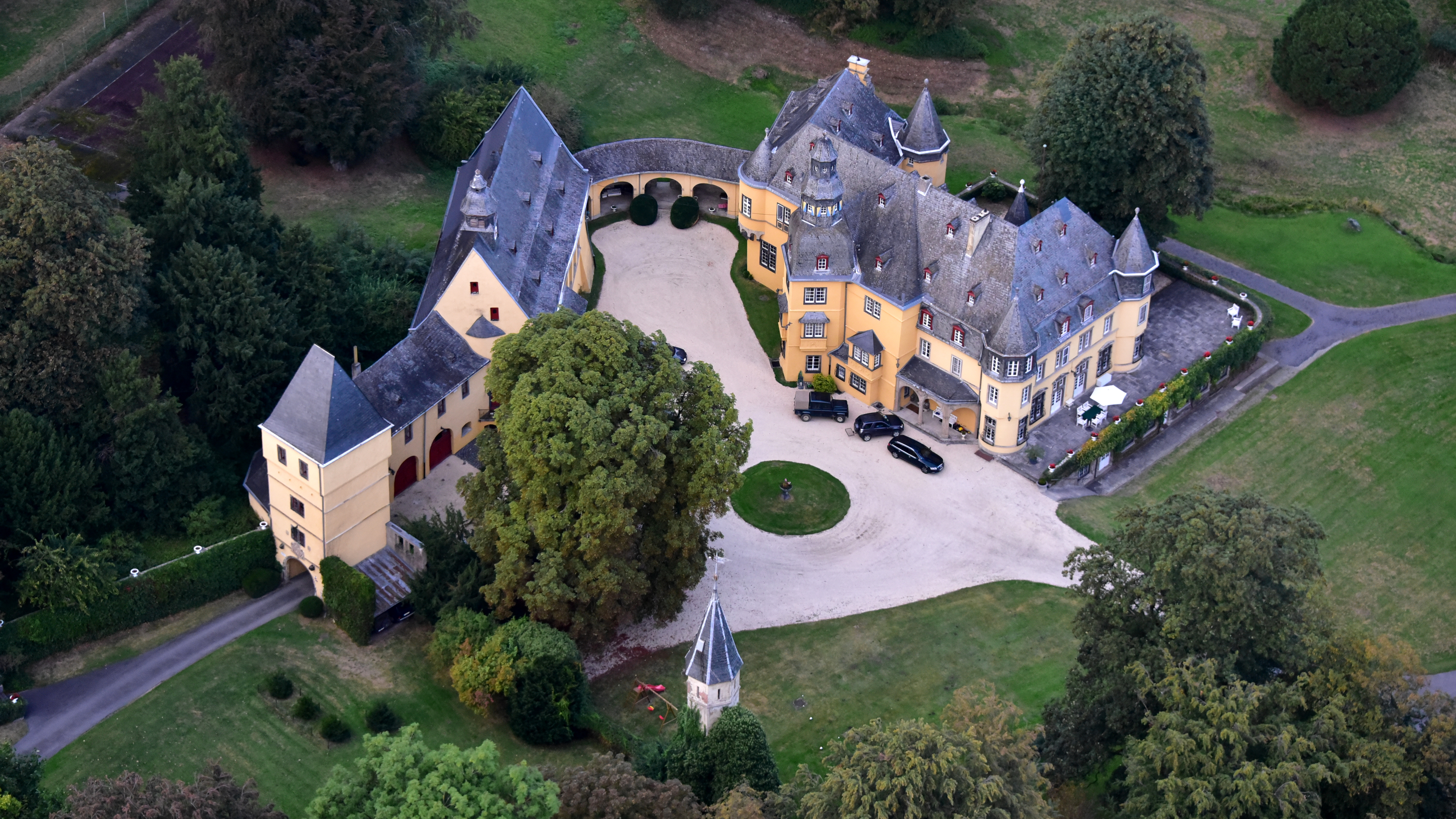
Burg Bassenheim, Luftaufnahme (2016)

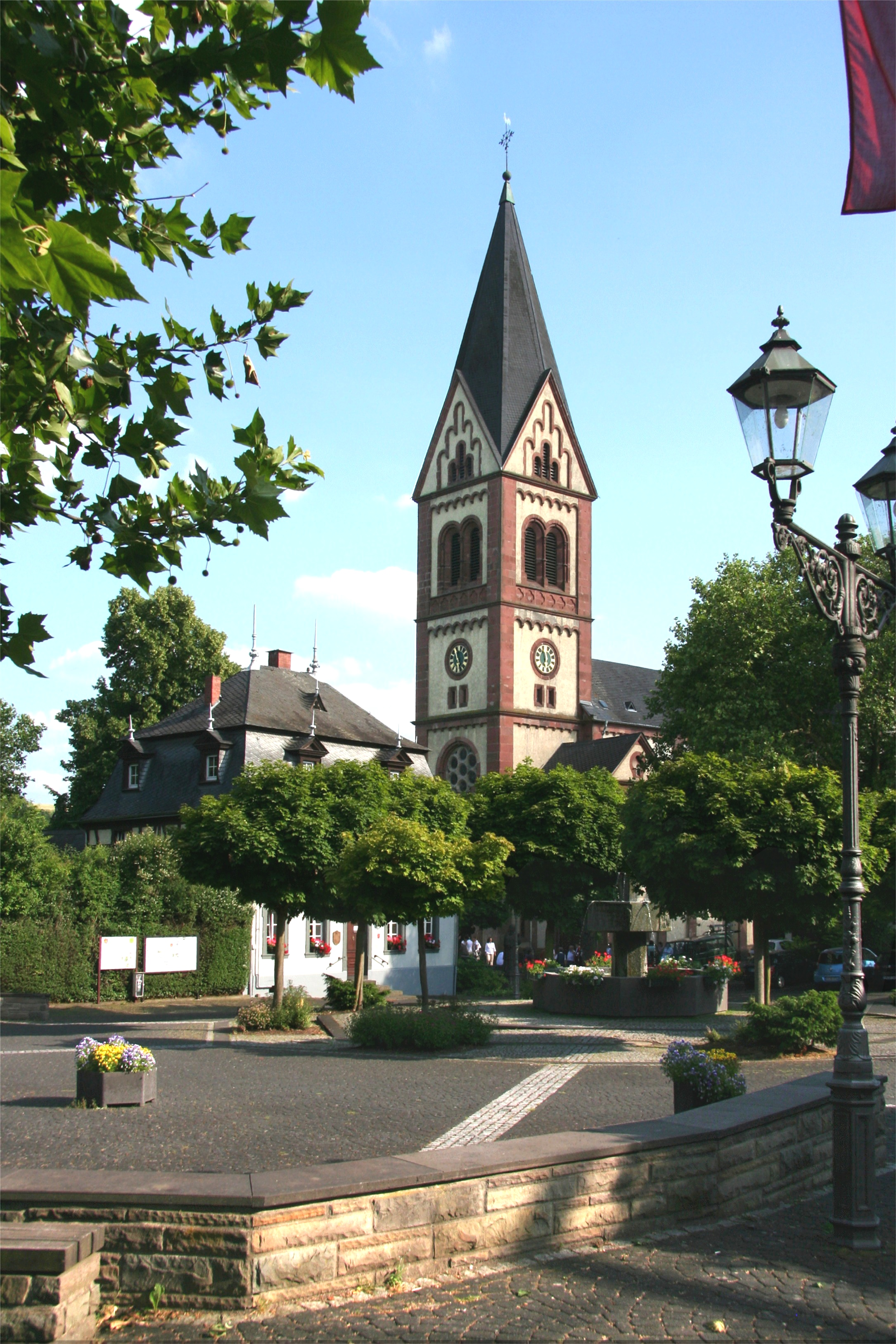
Walpotplatz und Kirche

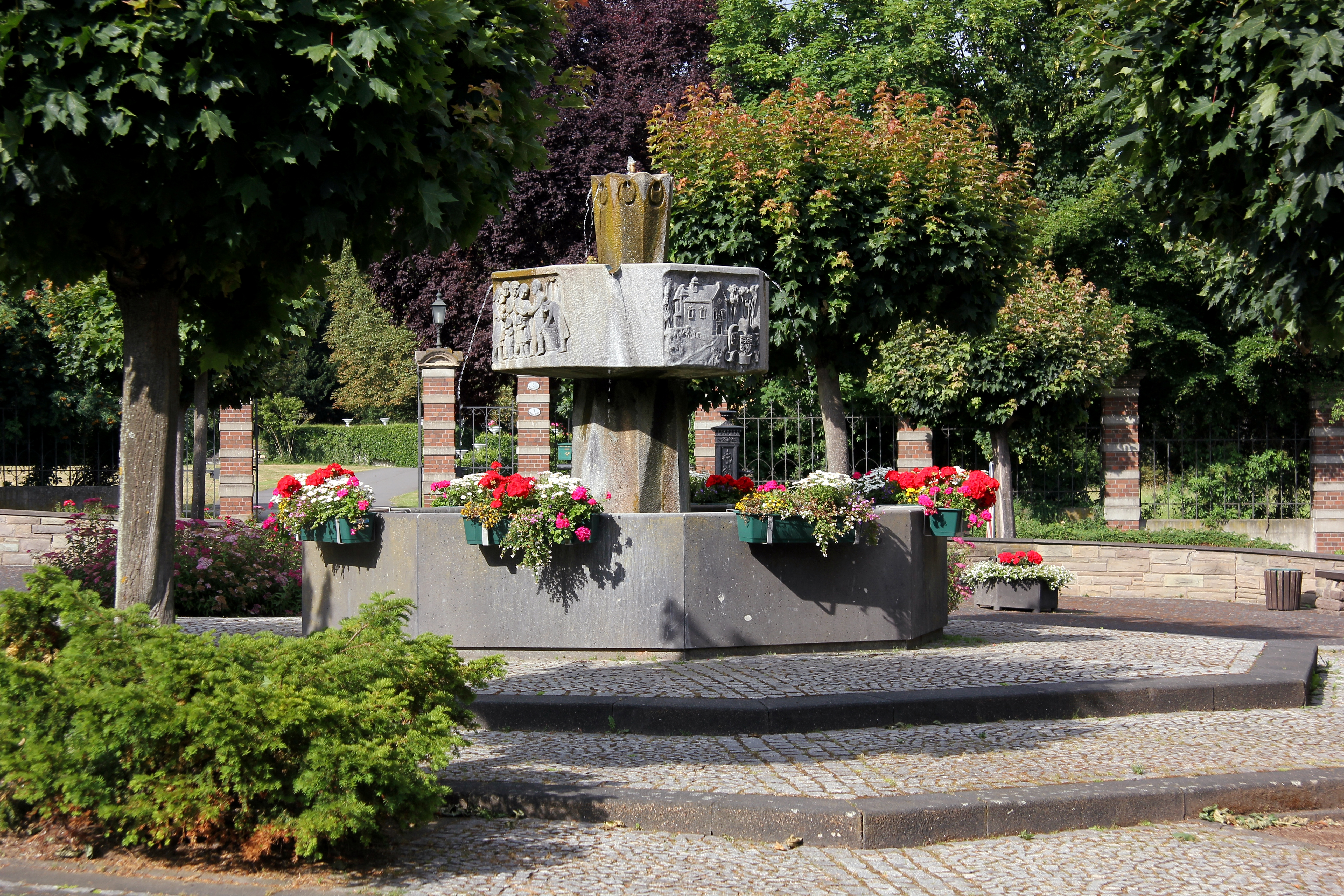
Historienbrunnen auf dem Walpotplatz

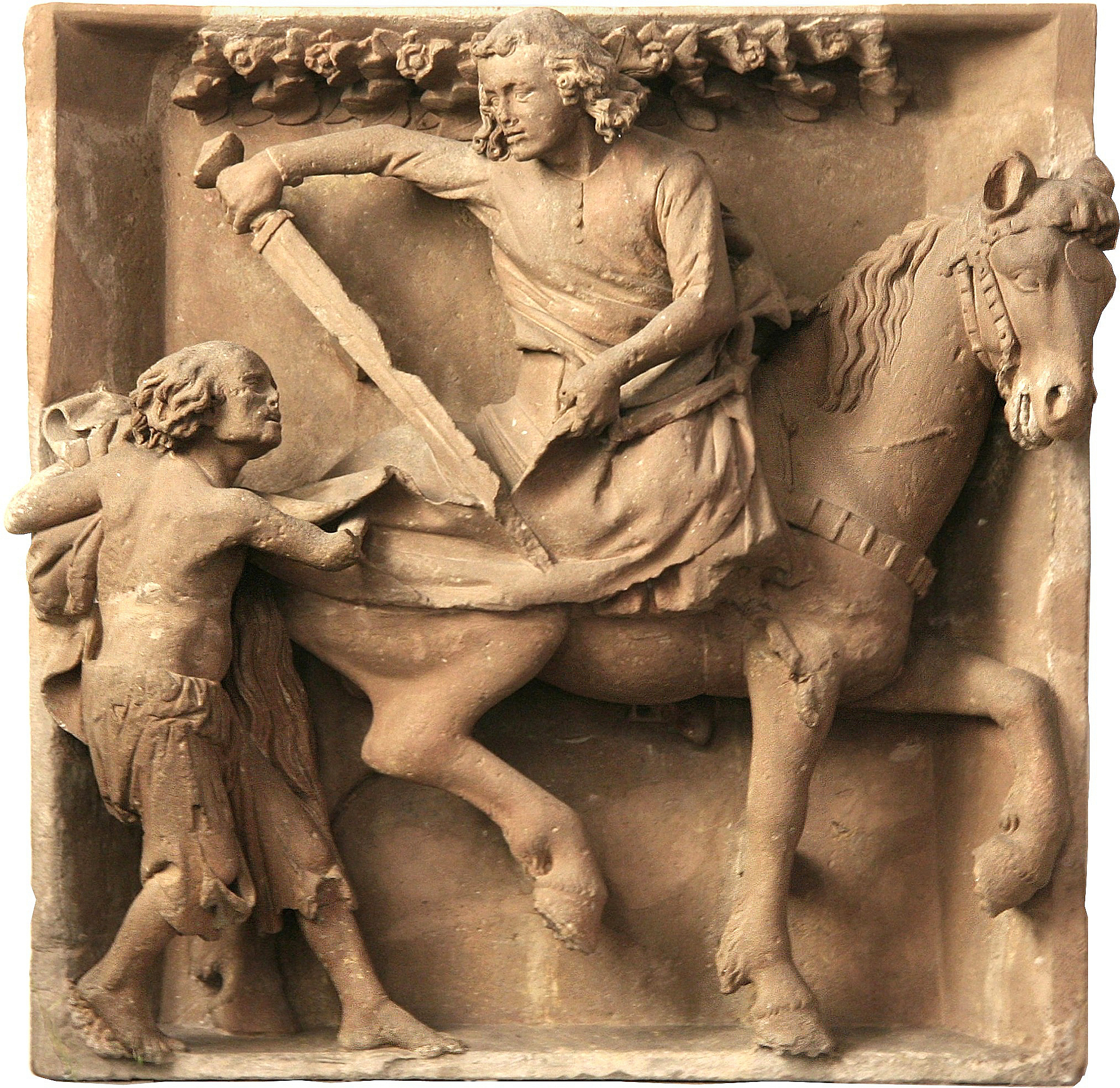
Bassenheimer Reiter

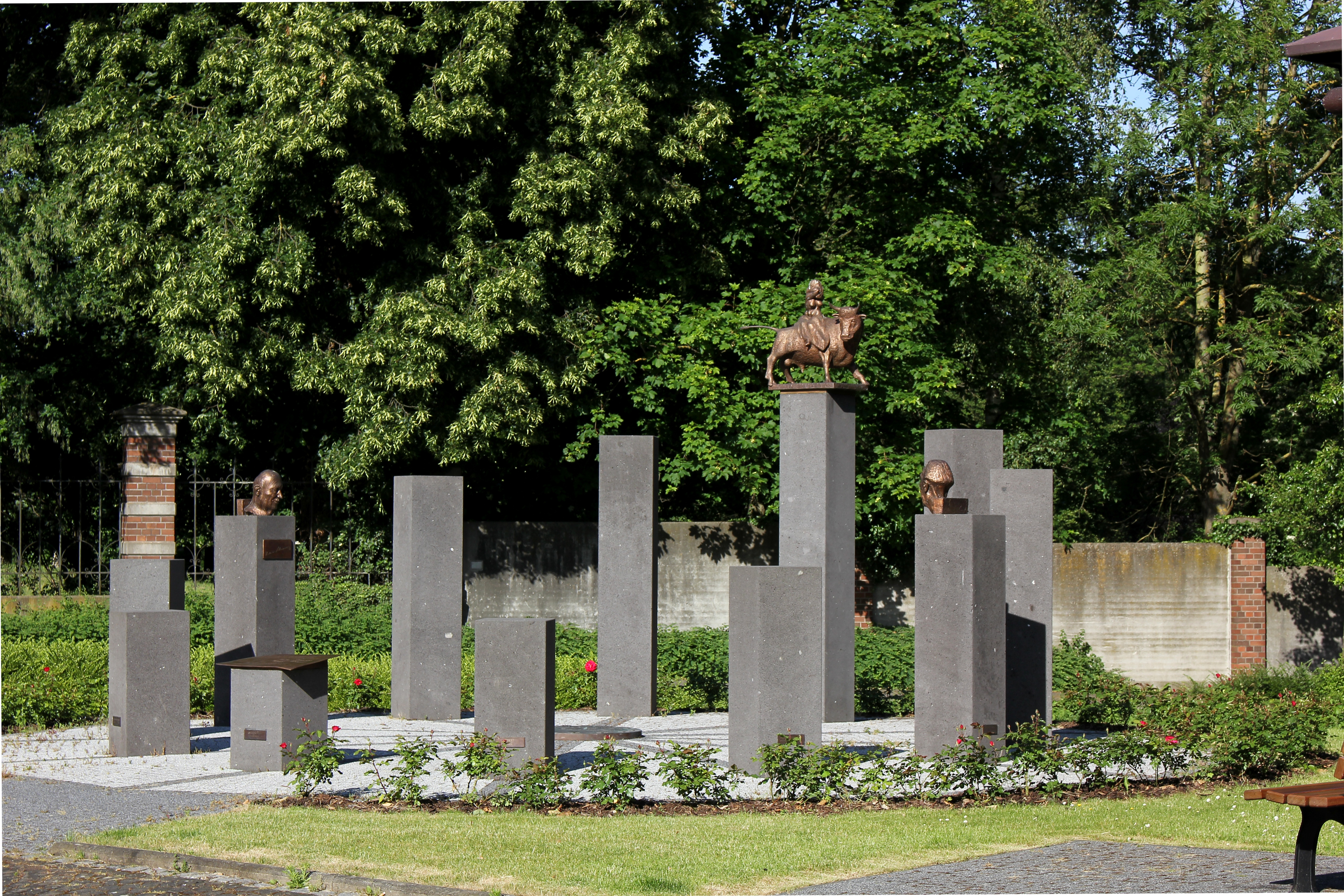
Adenauer-Schuman-Gedenkzeichen

### Gemeinderat
Der Gemeinderat in Bassenheim besteht aus 20 Ratsmitgliedern, die bei der Kommunalwahl am 9. Juni 2024 in einer personalisierten Verhältniswahl gewählt wurden, und dem ehrenamtlichen Ortsbürgermeister als Vorsitzendem.
Die Sitzverteilung im Gemeinderat:
| Wahl | SPD | CDU | FWG * | Gesamt   |
| ---- | --- | --- | ----- | -------- |
| 2024 | –   | 11  | 9     | 20 Sitze |
| 2019 | 6   | 14  | –     | 20 Sitze |
| 2014 | 7   | 13  | –     | 20 Sitze |
| 2009 | 7   | 13  | –     | 20 Sitze |
| 2004 | 7   | 13  | –     | 20 Sitze |

### Bürgermeister
Ortsbürgermeisterin von Bassenheim ist Natalja Kronenberg (CDU). Bei der Direktwahl am 26. Mai 2019 wurde sie mit einem Stimmenanteil von 75,29 % gewählt und damit Nachfolgerin von Arno Schmitz (CDU). Bei der Direktwahl am 9. Juni 2024 konnte sie ihr Amt mit 55,5 % der Stimmen gegen einen Kandidaten der FWG verteidigen.

### Wappen
| Wappen von Bassenheim | Blasonierung: „Zwölffach geständert von Silber und Rot, belegt mit einem großen roten Herzschild, darin ein goldner Reichsapfel in perspektivischer Darstellung.“ |
| Wappen von Bassenheim | Wappenbegründung: Das Wappen der Gemeinde Bassenheim knüpft an historische Tatsachen in der Weise an, dass es auf dem von Silber und Rot geständerten Schild der Waldbott, der als Schildrand hervortritt, einen großen roten Herzschild zeigt, in dem ein goldener Reichsapfel als Sinnbild der Reichsunmittelbarkeit steht. Die Ortsfarben sind entsprechend denen der Familie Waldbott rot und weiß. |

Die Verleihung des Wappens an die Gemeinde Bassenheim wurde mit Urkunde des Oberpräsidenten der Rheinprovinz unter dem 18. Februar 1936 ausgesprochen.

### Partnerstädte
- Pasym, Polen

Mit dem heutigen Pasym, dem früheren ostpreußischen Passenheim, bestehen seit 1988 freundschaftliche Beziehungen. Doch die historischen Beziehungen sind sehr viel älter: Das vom Deutschen Orden gegründete Dorf Heinrichswalde erhielt 1386 Stadtrechte. Der ersten Stadt Masurens wurde zu Ehren des obersten Spittlers und Komturs des Deutschen Ordens, Siegfried Walpot von Bassenheim, der Name „Bassenheim“ gegeben. Die Ostpreußen machten daraus „Passenheim“, die Polen nannten sie schon im 19. Jahrhundert „Pasym“. So heißt sie jetzt offiziell und führt das von Siegfried Walpot von Bassenheim eingeführte Wappen auch heute noch. Pasym liegt zwischen dem großen Kalbensee und dem Lelskersee 30 km südöstlich von Allenstein (Olsztyn), hat eine riesige Gemarkung (rund 15.000 Hektar) und 5000 Einwohner, von denen 2500 in der Stadt, die anderen in ländlichen Bereichen wohnen.
- Pougues-les-Eaux, Frankreich

Pougues-les-Eaux, 11 km von der Koblenzer Partnerstadt Nevers/Loire entfernt, wurde schon im 16. Jahrhundert durch seine Thermalquellen bekannt. Bis 1971 war die Stadt Badeort. In dem ehemaligen Parkgelände steht heute ein Spielcasino, das viele Besucher anlockt. Die Stadt hat 2500 Einwohner. Die Partnerschaftsbeziehungen sind seit 1989 aus freundschaftlichen Verbindungen zwischen den Tennisclubs beider Orte entstanden; sie wurden 1994 offiziell beschlossen. Seit dem 1. September 1993 besteht der Freundschaftskreis Bassenheim/Pougues-les-Eaux.

## Therapiezentrum Bassenheim
Charlotte Oppenheim gründete  1885, 7 Jahre nach dem Tod ihres Mannes Abraham, das „Von-Oppenheim’sche Krankenhaus“. Zu dessen Errichtung stiftete sie der Gemeinde den Bauplatz, zusätzliche 5000 m² Land sowie 400.000 Mark. Das Krankenhaus, das 1888 um einen Kindergarten und eine Nähschule erweitert wurde, sollte der medizinischen Versorgung von Armen, Gebrechlichen und Kranken dienen. Nach seiner Schließung im Jahr 1977 wurde das Gebäude restauriert und erweitert und 1984 als „Therapiezentrum Bassenheim“ für psychosomatisch Kranke wieder eröffnet.

## Kultur und Sehenswürdigkeiten
- Das berühmteste Kunstwerk Bassenheims ist der Bassenheimer Reiter in der Pfarrkirche St. Martin. Das frühgotische Relief des heiligen Martin, das dem Naumburger Meister zugeschrieben wird, stammt aus dem Westlettner des Mainzer Doms und wurde von dem Mainzer Domherrn Casimir Waldbott von Bassenheim 1683 nach Bassenheim gebracht.
- Die Burg Bassenheim war seit dem 13. Jahrhundert im Besitz der Erzbischöfe von Trier, später wurde sie Sitz von Ministerialen. Die Herrschaft Bassenheim fiel noch vor 1300 durch die Heirat von Helena von Bachem, Erbtochter des Ritters Heinrich von Bachem, mit Siegfried Walpod († 1333) an das Geschlecht der Waldbott von Bassenheim. 1729 wurde die Herrschaft Bassenheim (durch den Niedergang der Grafschaft Sayn ein Lehen Kurkölns geworden) reichsunmittelbar und unterstand direkt dem Kaiser. Graf Hugo Waldbott verlor 1862 den 600-jährigen Stammsitz durch Zwangsversteigerung. Schloss und Gut befinden sich heute im Besitz der Freiherrn von Waldthausen-Osten. Das Schloss ist für die Öffentlichkeit nicht zugänglich.
- In Bassenheim konnte ein Teil des jüdischen Friedhofes trotz der Verwüstungen der Naziherrschaft erhalten bleiben.
- Die Überreste des ehemaligen Gefangenenlagers Eiserne Hand erinnern an die dort zwischen 1939 und 1942 internierten polnischen Zwangsarbeiter.
- Auf dem Walpotplatz steht der Historienbrunnen des Kottenheimer Bildhauers Paul Milles von 1985, später ergänzt durch Statuen der Ritter und Grafen von Bassenheim.[13]
- Im Haus Nr. 3 am Walpot-Platz ist das Martinus-Museum eingerichtet. Es ist ein Barockbau aus dem Jahr 1753, errichtet aus Lavakrotzen, aber hell verputzt und mit aufgemalten roten Eckquadern. Einst wohnte der Frühmessner der Pfarrei St. Martin in dem Haus und von 1813 bis 1840 war die erste allgemeine Bassenheimer Schule darin eingerichtet. Von 1895 bis 1995 war es Rathaus und seit Abschluss der Renovierung in den Jahren 2002 und 2003 ist es Museum. Dieses Museum ist dem heiligen Martin und seinem Bild gewidmet, dem Bassenheimer Reiter. Darüber hinaus gibt es Auskunft über die Ritter und Freiherrn von Bassenheim.[14]
- Seit Juni 2012 erinnert am Walpotplatz ein begehbares Denkmal aus zwölf Stelen an das Treffen zwischen Robert Schuman und Konrad Adenauer in der Bassenheimer Burg, mit dem 1948 die Aussöhnung zwischen Frankreich und Deutschland begann. Schöpfer des Denkmals ist Harald Stieding, Hauptinitiatoren waren der frühere Bürgermeister von Bassenheim, Theobald Groß, Cord Michael Sander und Josef Seul.[15]
- In der Nähe des Ortes liegen der Karmelenberg, ein Schlackenkegel vulkanischen Ursprungs, mit der 1662 erbauten Marienkapelle sowie der Goloring.

Siehe auch: Liste der Kulturdenkmäler in Bassenheim

## Persönlichkeiten
- Siegfried Walpot von Bassenheim, Komtur und oberster Spittler des mittelalterlichen Deutschordensstaats im Baltikum. Zu seinen Ehren erhielt 1386 die erste Stadt Masurens den Namen Bassenheim (später Passenheim). Das heutige polnische Pasym ist Partnerstadt Bassenheims.

### In Bassenheim aufgewachsen
- Christian Nicolay (* 1976), Sportler, 2006 Deutscher Meister im Speerwurf
- Jens Tiedtke (1979–2019), Sportler, Handballnationalspieler
- Rolf Weiber (* 1957), Volkswirt, Hochschullehrer für Allgemeine Betriebswirtschaftslehre
- Karl-Josef Häfner (* 1952), Bürgermeister der Verbandsgemeinde Kelberg/Vulkaneifel

### Mit Bassenheim verbunden
- Julius Raschdorff (1823–1914), Architekt[11]
- Charlotte Oppenheim (1811–1887)
- Helene von Nostitz (1878–1944), Schriftstellerin; Nichte des späteren Reichspräsidenten Paul von Hindenburg; starb in Bassenheim
- Claude Hettier de Boislambert (1906–1986), Militärgouverneur von Rheinland, dann Rheinland-Pfalz von 1945 bis 1951, residierte im Bassenheimer Schloss
- Theobald Groß (1929–2019), Journalist, Buchautor, ehemaliger Bürgermeister von Bassenheim und Ehrenbürger

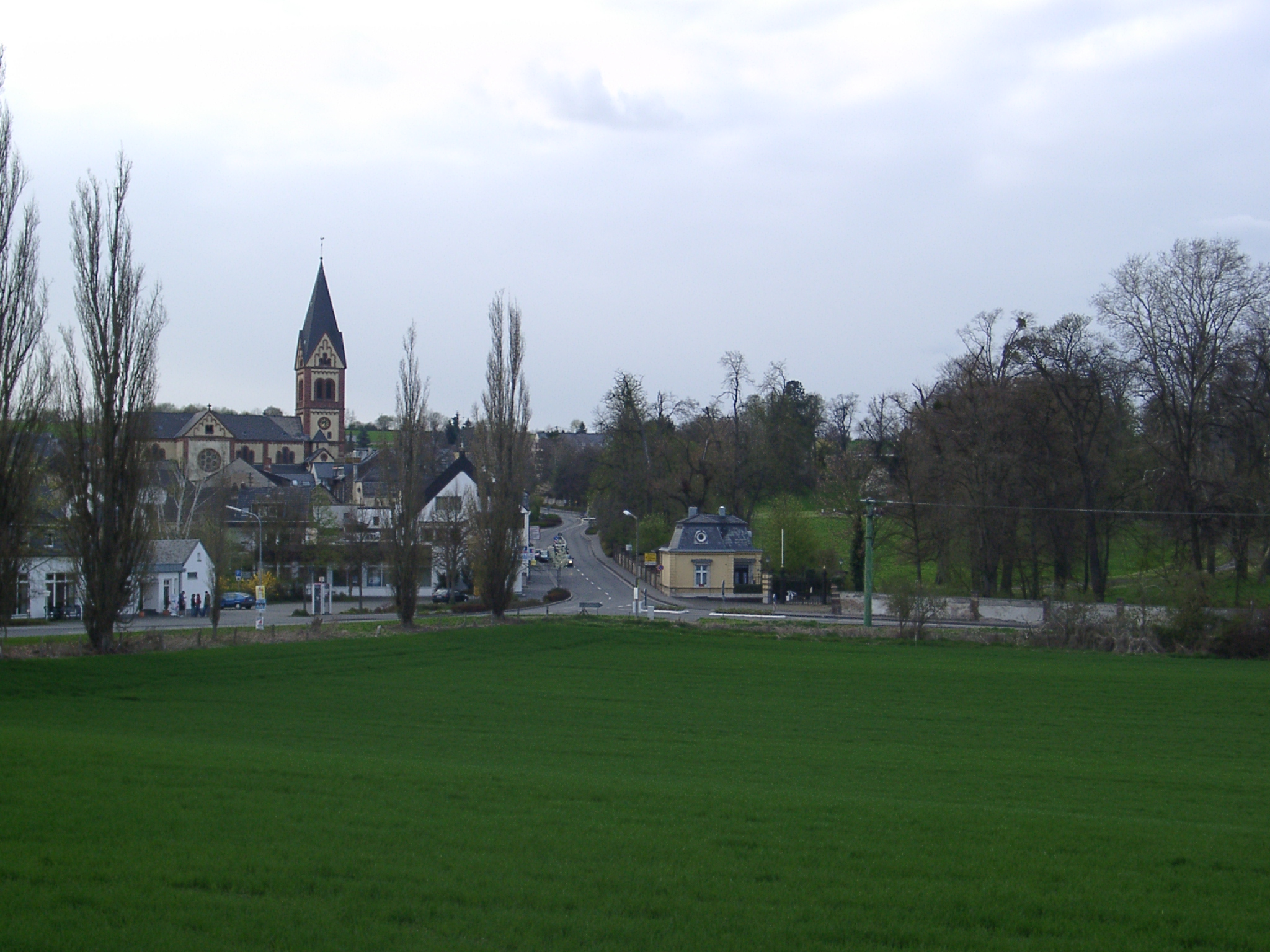
Ortsansicht, rechts der Eingang zum Schlossgrundstück
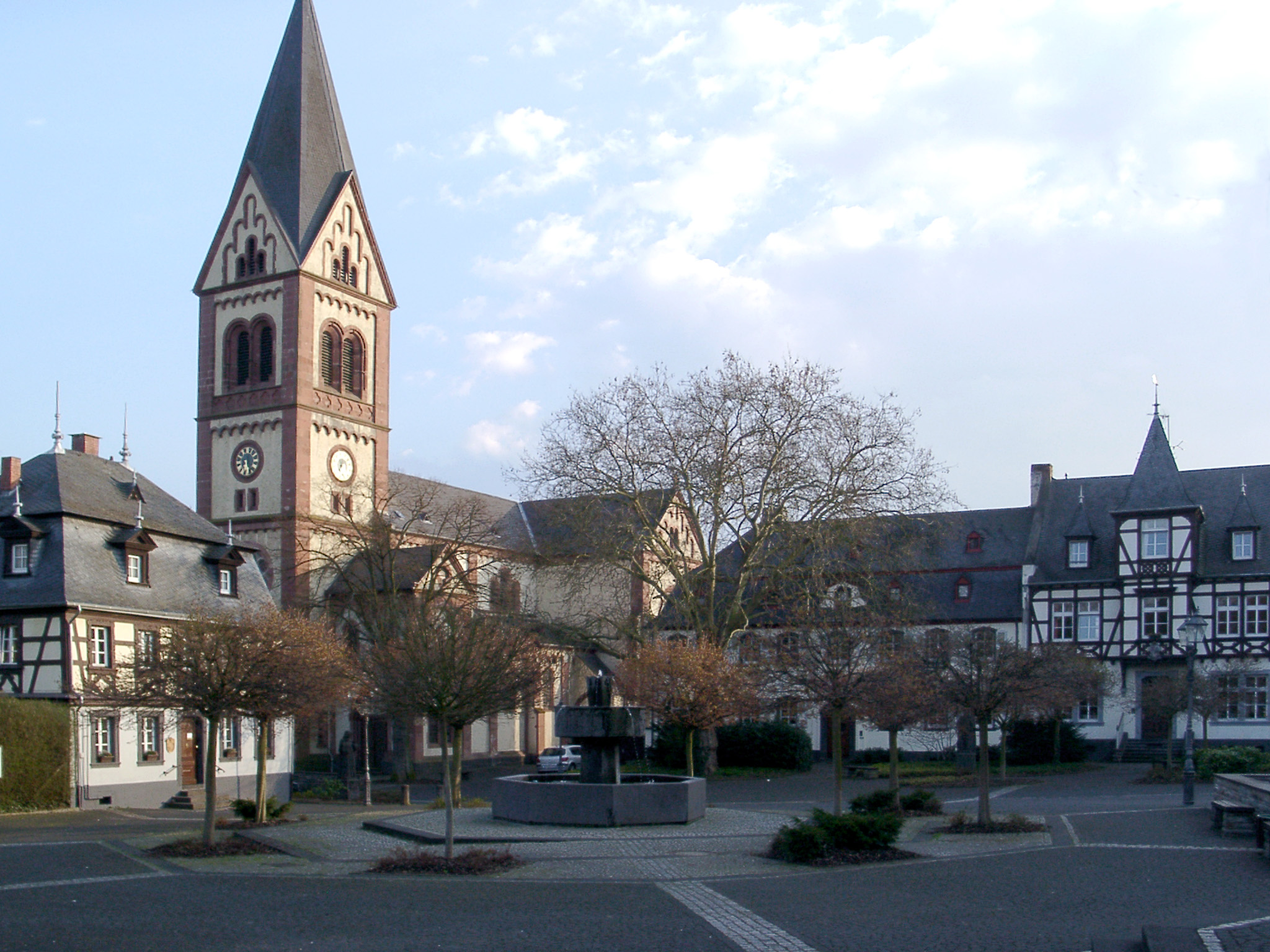
Ortsmitte (Walpot-Platz) mit Kirche
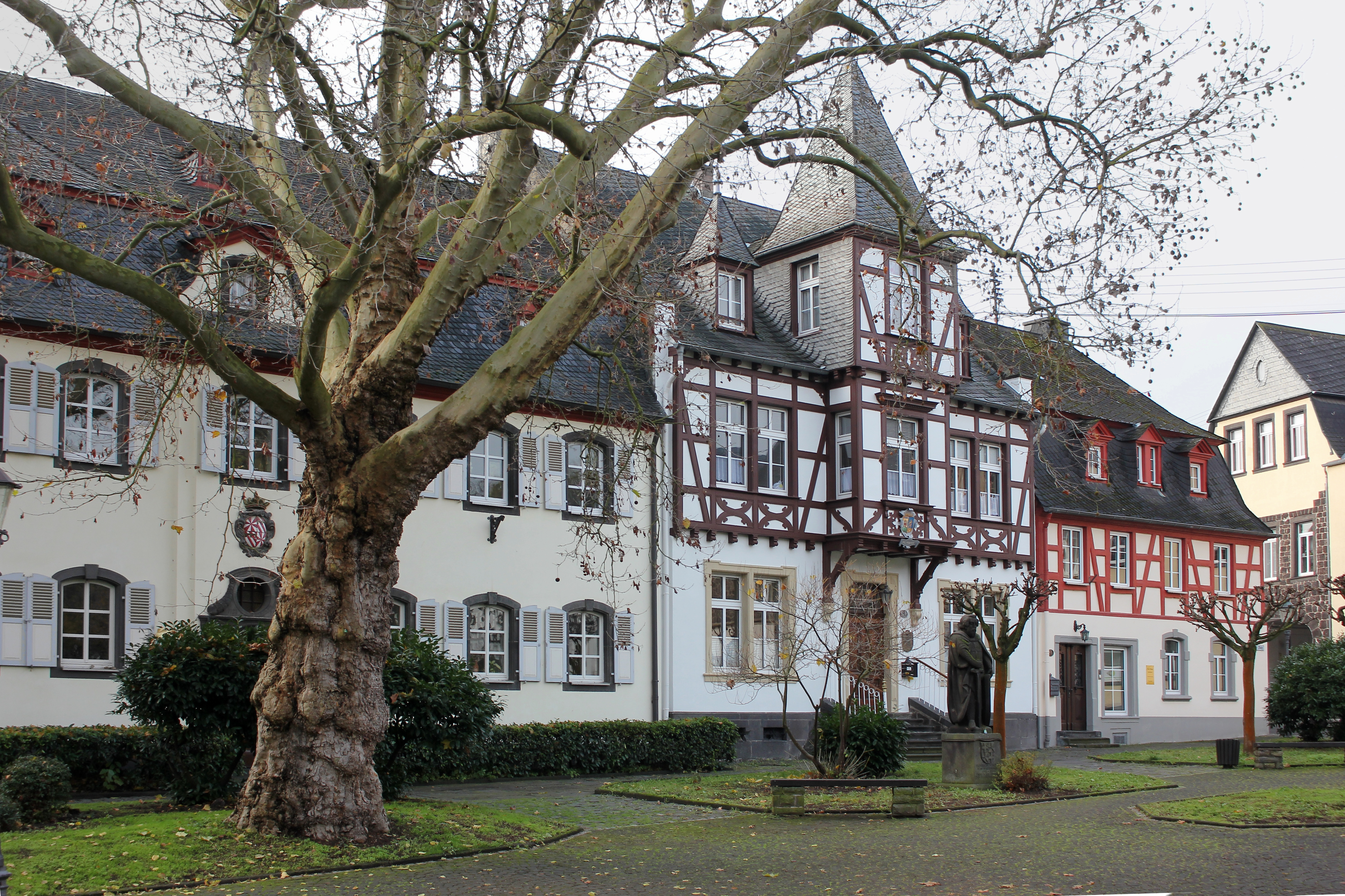
Pfarrhaus und Rentamt (Walpot-Platz)
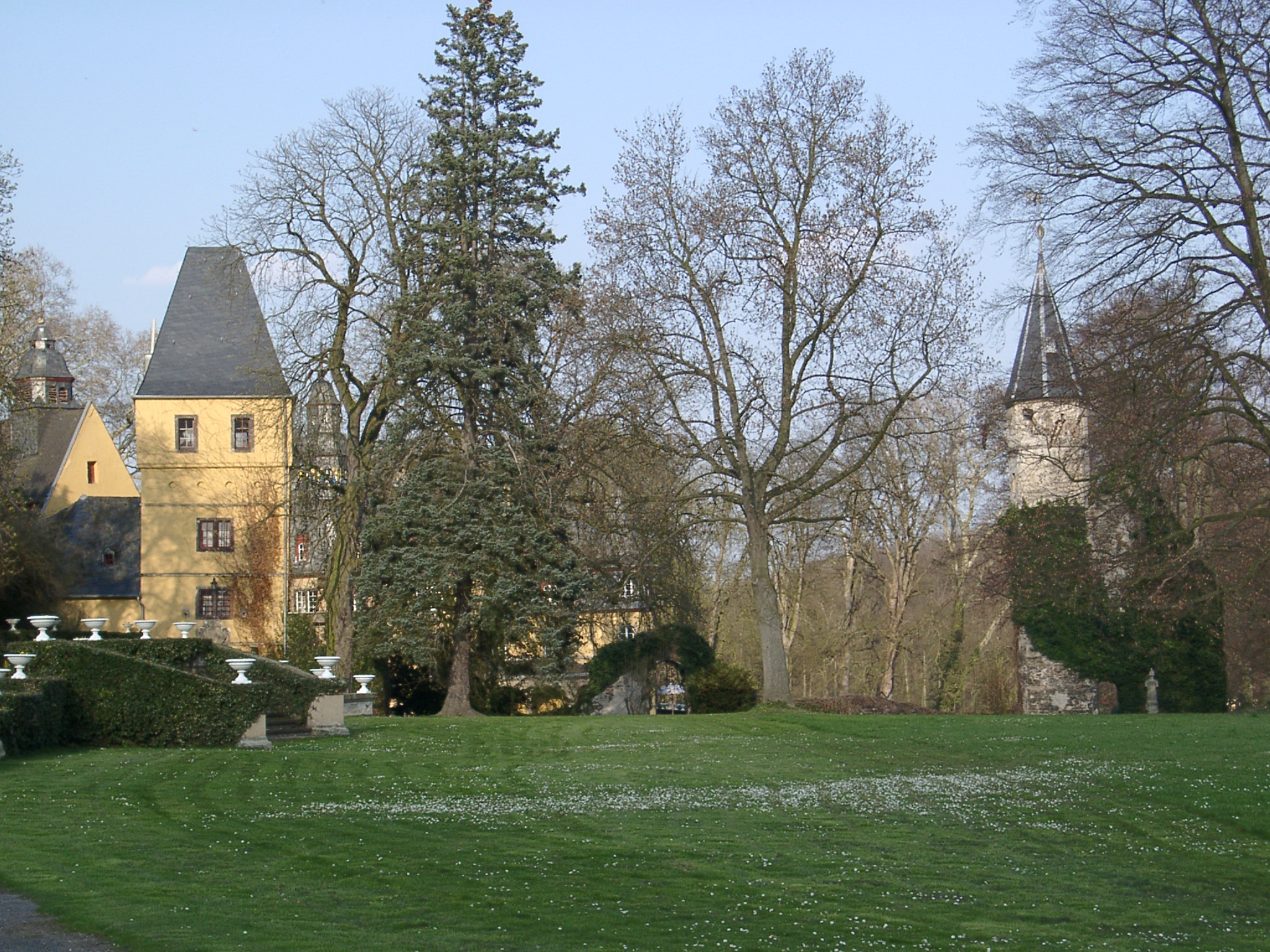
Burg Bassenheim (Privatbesitz Frhr. v. Waldthausen-Osten)
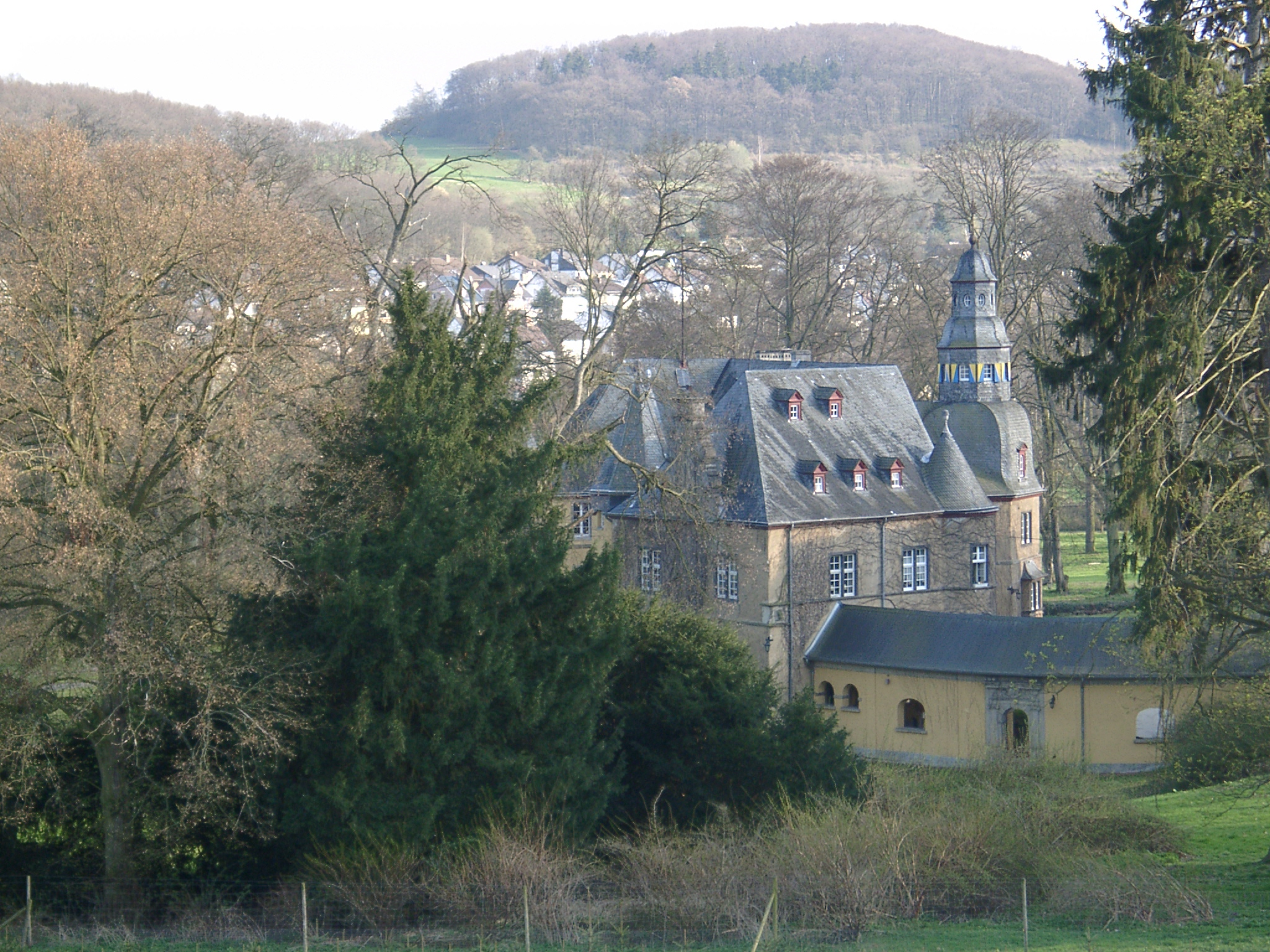
Burg Bassenheim
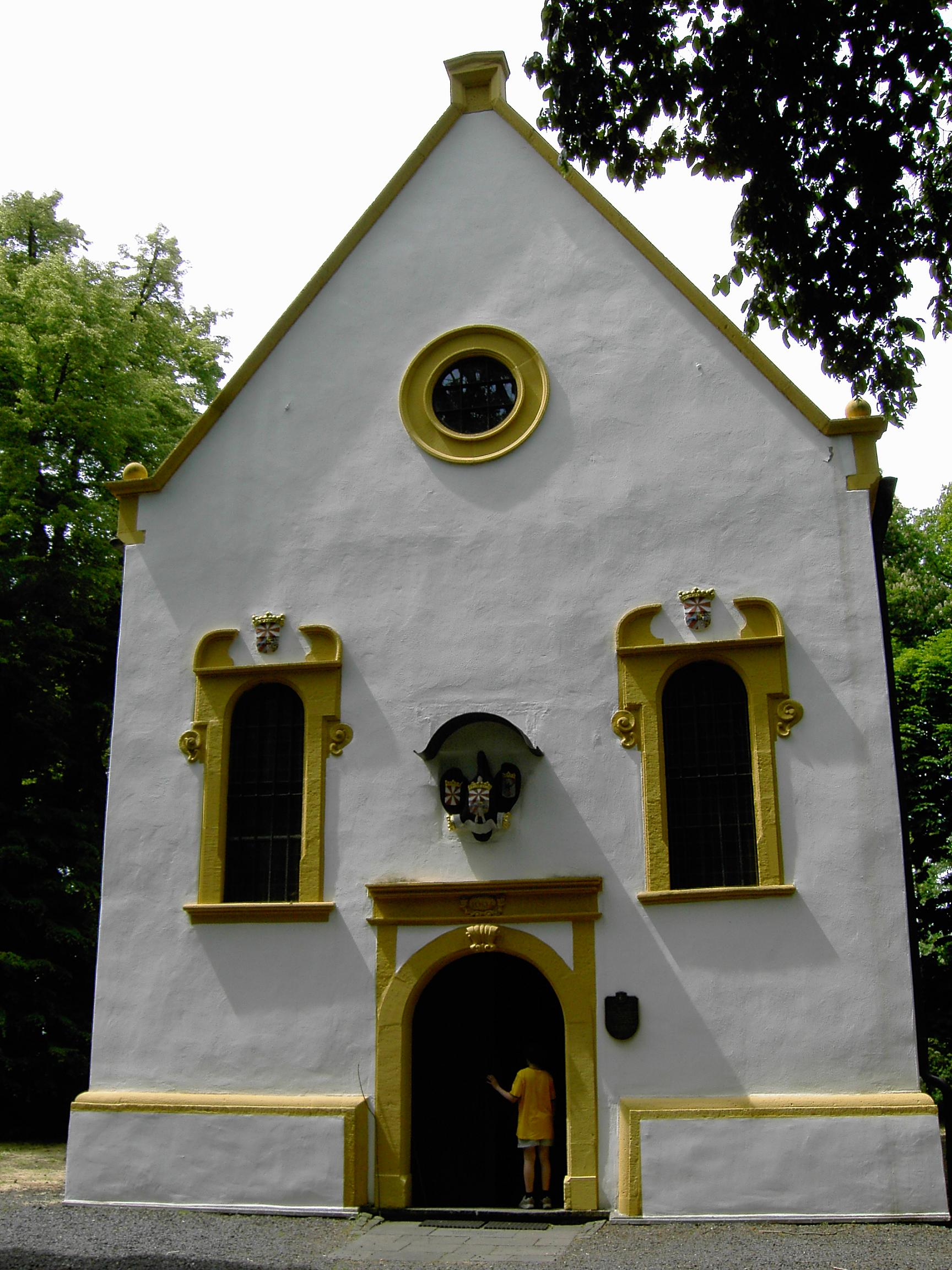
Kapelle auf dem Karmelenberg oberhalb von Bassenheim

## Verkehr
Der Bahnhof Bassenheim lag an der Bahnstrecke Koblenz-Lützel–Mayen Ost. Der Personenverkehr endete am 9. Dezember 1983.